# Chondria minima
Chondria minima is een keversoort uit de familie zwamkevers (Endomychidae). De wetenschappelijke naam van de soort werd in 1970 gepubliceerd door Strohecker.